# Edward Vermilye Huntington
Edward Vermilye Huntington (Clinton, Nova Iorque), 26 de abril de 1874 — Cambridge (Massachusetts), 25 de novembro de 1952) foi um matemático estadunidense.